# Omar Thomas
Omar Abdul Thomas (Filadelfia, Pensilvania, 25 de febrero de 1982) es un exbaloncestista estadounidense. Con 1,96 metros de estatura, jugaba en la posición de alero.

## Trayectoria deportiva

### Universidad
Jugó dos temporadas con los Miners de la Universidad de Texas-El Paso, en las que promedió 18,1 puntos, 5,8 rebotes y 1,3 asistencias por partido. Fue incluido en el segundo mejor quinteto de la Western Athletic Conference en 2004, y en el mejor al año siguiente.

### Profesional
Tras no ser elegido en el Draft de la NBA de 2005, jugó una temporada en la Philippine Basketball Association, regresando a su país al año siguiente para unirse a los Austin Toros de la NBA D-League, donde jugó 10 partidos en los que promedió 8,7 puntos y 2,9 rebotes.
Tras un breve paso en el verano por la República Dominicana,  en 2006 inició su andadura europea en el Basket Rimini Crabs de la Legadue italiana, donde en su segunda temporada en el equipo promedió 17,0 puntos y 7,0 rebotes por partido. En 2008 fichó por el ÉB Pau-Orthez francés, donde jugó únicamente tres partidos, en los que promedió 14,0 puntos y 4,3 rebotes, fichando en noviembre por el Nuova Sebastiani Basket Rieti de la Serie A italiana, donde acabó la temporada promediando 11,5 puntos y 5,7 rebotes por partido.
Al año siguiente fichó por el New Basket Brindisi de la Serie A2, regresando a la máxima competición italiana en 2010 al firmar con el Felice Scandone Basket Avellino, donde en una temporada promedió 17,5 puntos y 6,0 rebotes por partido, siendo elegido MVP del campeonato.
En diciembre de 2011, la Comisión Nacional de Jueces de la Federación italiana de baloncesto le suspende durante 16 meses por obtener un pasaporte falso de la República de Eslovenia. Sin embargo, pocos días más tarde la FIBA autorizaría su fichaje por el Estrella Roja de Belgrado, por lo que la sanción se quedaría sin efecto a nivel internacional. Esa temporada alcanzó la final de la liga serbia y de la copa, perdoendo en ambos casos ante el KK Partizan. Acabó promediando 12,9 puntos y 5,1 rebotes por partido.
Al año siguiente jugó en el Krasnye Krylya Samara ruso, regresando a la liga italiana en 2013 al fichar, tras cumplir la sanción, por el Dinamo Basket Sassari. Jugó una temporada en la que promedió 10,6 puntos y 4,5 rebotes por partido.
En 2014 fichó por el Basket Ferentino de la Serie A2, y en 2015 hace lo propio con los Halcones Rojos Veracruz de la liga mexicana. Regresó a Europa un mes después para firmar con el B.C. VITA Tbilisi de la VTB United League, donde únicamente disputó nueve partidos en los que promedió 19,9 puntos y 10,2 rebotes, que hicieron que se fijaran en el BC Zenit San Petersburgo, que lo firmó para el resto de la temporada.
En julio de 2016 fichó por el Guerino Vanoli Basket italiano para la temporada 2016-17.